# Внимание: Отдел „Издирване“
Внимание: Отдел „Издирване“ (на английски: Alert: Missing Persons Unit) е американски полицейски криминално-драматичен сериал по идея на Джон Айзендрат и Джейми Фокс. Премиерата на сериала е излъчена по „Фокс“ на 8 януари 2023 г. През март 2023 г. сериалът е подновен за втори сезон.

## Сюжет
Поредицата разказва за отдела за изчезнали лица на полицейското управление на Филаделфия. Във всеки епизод полицаите Джейсън Грант и бившата му съпруга Ники Батиста издирват изчезнали хора, докато търсят и истината за техния отдавна изгубен син.

## Актьорски състав и герои

### Главен състав
- Скот Каан – Джейсън Грант, бивш съпруг на Ники, която работи за отдела „Издирване“
- Даня Рамирес – Ники Батиса, капитан на отдел „Издирване“ и бивша съпруга на Джейсън.
- Райън Брусард – Майк Шърман
- Адеола Роул – Детектив Ками Адебайо
- Греъм Верчер – Лукас Хадли/Кийт

### Второстепенни роли
- Пийти Гибсън – Си Хемингуей
- Файвън Стюарт – Сидни Грант
- Илейна Динкълман – Рейчъл

### Гостуващи роли
- Бре Блеър – Джейн Бътлър, гадже на Джейсън и бизнес партьорка
- Кони Миу – Куин Уокър, приятел на Сидни

## Епизоди
| Номер | Заглавие     | Режисура        | Сценарий                   | Излъчване           | Рейтинг |
| ----- | ------------ | --------------- | -------------------------- | ------------------- | ------- |
| 1     | „Клоуи“      | Майкъл Офър     | Джон Айзендрат Джейми Фокс | 8 януари 2023 г.    | 4.03    |
| 2     | „Хюго“       | Майкъл Офър     | Джон Айзендрат Джей Ар Очи | 9 януари 2023 г.    | 1.54    |
| 3     | „Зоуи“       | Даяна Валънтайн | Джон Айзендрат             | 16 януари 2023 г.   | 1.52    |
| 4     | „Анди“       | Даяна Валънтайн | Джъстин Пийкок             | 23 януари 2023 г.   | 2.00    |
| 5     | „Мигел“      | Хърнън Отаньо   | Джон Айзендрат             | 30 януари 2023 г.   | 2.29    |
| 6     | „Тим и Ейми“ | Хърнън Отаньо   | Кейти Варни                | 6 февруари 2023 г.  | 1.77    |
| 7     | „Шанън“      | Кристин Мур     | Ксения Мелник              | 13 февруари 2023 г. | 1.90    |
| 8     | „Крейг“      | Кристин Мур     | Александър Веша            | 20 февруари 2023 г. | 2.01    |
| 9     | „Бриана“     | Адам Кейн       | Ксения Мелник              | 27 февруари 2023 г. | 2.35    |
| 10    | „Макс“       | Адам Кейн       | Кейти Варни                | 27 февруари 2023 г. | 2.35    |

## В България
В България сериалът започва излъчване по „Стар Ченъл“ на 9 октомври 2023 г. с разписание всеки понеделник от 22:00 ч.

### Дублаж
| Обработка           | студио „Про Филмс“                                                           |
| ------------------- | ---------------------------------------------------------------------------- |
| Преводач            | Даниела Христова                                                             |
| Тонрежисьор         | Николай Марков                                                               |
| Режисьор на дублажа | Десислава Знаменова                                                          |
| Озвучаващи артисти  | Нина Гавазова Татяна Захова Стефан Сърчаджиев-Съра Росен Русев Симеон Владов |